# Gornji Lović
 Gornji Lović  falu Horvátországban, a Károlyváros megyében. Közigazgatásilag Ozalyhoz tartozik.

## Fekvése
Károlyvárostól 22 km-re, községközpontjától 8 km-re északnyugatra  fekszik.

## Története
A falunak 1857-ben 135, 1910-ben 144 lakosa volt. A trianoni békeszerződésig Zágráb vármegye Jaskai járásához tartozott. 2011-ben 41 lakosa volt.

## Lakosság
| Lakosság változása | Lakosság változása | Lakosság változása | Lakosság változása | Lakosság változása | Lakosság változása | Lakosság változása | Lakosság változása | Lakosság változása | Lakosság változása | Lakosság változása | Lakosság változása | Lakosság változása | Lakosság változása | Lakosság változása | Lakosság változása |
| ------------------ | ------------------ | ------------------ | ------------------ | ------------------ | ------------------ | ------------------ | ------------------ | ------------------ | ------------------ | ------------------ | ------------------ | ------------------ | ------------------ | ------------------ | ------------------ |
| 1857               | 1869               | 1880               | 1890               | 1900               | 1910               | 1921               | 1931               | 1948               | 1953               | 1961               | 1971               | 1981               | 1991               | 2001               | 2011               |
| 135                | 163                | 184                | 174                | 148                | 144                | 120                | 136                | 145                | 142                | 139                | 141                | 96                 | 97                 | 53                 | 41                 |

## Nevezetességei
Xavéri Szent Ferenc tiszteletére szentelt temploma 1747-ben épült a Vojnović család pénzügyi támogatásával. A vivodinai Szent Lőrinc plébánia filiája. A Zsumberki-hegység déli lejtőin található templom centrális, nyolcszögletű alaprajzú épület, sokszögű szentéllyel, a szentély melletti sekrestyével és a főhomlokzat előtti harangtoronnyal. A hajó kupolával fedett, míg a szentély keresztboltozatos. A Szent Ferenc főoltár a kápolna építésének idejéből származik, a tiroli származású károlyvárosi festő Matijas Schieder restaurálta 1872-ben. A festett mellékoltárok az építészetileg kidolgozott retablók fülkéiben találhatók. A belső tér eredeti kőburkolata megmaradt. A kórus és a sekrestye 1863-ban épült. Egyike a kevés centrális szakrális épületeknek a megyében.